# Echeveria andicola
Echeveria andicola är en fetbladsväxtart som beskrevs av Pino. Echeveria andicola ingår i släktet Echeveria och familjen fetbladsväxter. Inga underarter finns listade i Catalogue of Life.